# Voodoo Lounge Tour
A Voodoo Lounge Tour foi a 18a turnê mundial da banda de rock britânica The Rolling Stones, em suporte do vigéssimo álbum de estúdio do grupo de mesmo nome. Com uma arrecadação bruta estimada em US$320 milhões, a turnê figurou, na época, como a turnê mais lucrativa de todos os tempos — recorde esse que seria superado pela própria banda na turnê seguinte da banda, Bridges to Babylon Tour (1997-1999). Essa foi a primeira turnê do The Rolling Stones sem o baixista Bill Wyman, que deixou o grupo em 1991, tendo sido substituído por Daryl Jones. 

## Datas
| Data                    | Cidade           | País             | Local                              |
| ----------------------- | ---------------- | ---------------- | ---------------------------------- |
| América do Norte        |                  |                  |                                    |
| 1 de agosto de 1994     | Washington, D.C. | Estados Unidos   | Estádio Memorial Robert F. Kennedy |
| 3 de agosto de 1994     | Washington, D.C. | Estados Unidos   | Estádio Memorial Robert F. Kennedy |
| 6 de agosto de 1994     | Birmingham       | Estados Unidos   | Legion Field                       |
| 10 de agosto de 1994    | Indianápolis     | Estados Unidos   | RCA Dome                           |
| 12 de agosto de 1994    | East Rutherford  | Estados Unidos   | Estádio Giants                     |
| 14 de agosto de 1994    | East Rutherford  | Estados Unidos   | Estádio Giants                     |
| 15 de agosto de 1994    | East Rutherford  | Estados Unidos   | Estádio Giants                     |
| 17 de agosto de 1994    | East Rutherford  | Estados Unidos   | Estádio Giants                     |
| 19 de agosto de 1994    | Toronto          | Canadá           | SkyDome                            |
| 20 de agosto de 1994    | Toronto          | Canadá           | SkyDome                            |
| 23 de agosto de 1994    | Winnipeg         | Canadá           | Estádio de Winnipeg                |
| 26 de agosto de 1994    | Madison          | Estados Unidos   | Estádio Camp Randall               |
| 28 de agosto de 1994    | Cleveland        | Estados Unidos   | Estádio Municipal de Cleveland     |
| 30 de agosto de 1994    | Cincinnati       | Estados Unidos   | Estádio Riverfront                 |
| 4 de setembro de 1994   | Foxborough       | Estados Unidos   | Estádio Sullivan                   |
| 5 de setembro de 1994   | Foxborough       | Estados Unidos   | Estádio Sullivan                   |
| 7 de setembro de 1994   | Raleigh          | Estados Unidos   | Estádio Carter Jones               |
| 9 de setembro de 1994   | East Lansing     | Estados Unidos   | Estádio Scott                      |
| 11 de setembro de 1994  | Chicago          | Estados Unidos   | Estádio Soldier Field              |
| 12 de setembro de 1994  | Chicago          | Estados Unidos   | Estádio Soldier Field              |
| 15 de setembro de 1994  | Denver           | Estados Unidos   | Estádio Mile High                  |
| 18 de setembro de 1994  | Columbia         | Estados Unidos   | Estádio Faurot Field               |
| 22 de setembro de 1994  | Filadélfia       | Estados Unidos   | Estádio Veterans                   |
| 23 de setembro de 1994  | Filadélfia       | Estados Unidos   | Estádio Veterans                   |
| 25 de setembro de 1994  | Columbia         | Estados Unidos   | Estádio William-Brice              |
| 27 de setembro de 1994  | Memphis          | Estados Unidos   | Estádio Liberty Bowl               |
| 29 de setembro de 1994  | Pittsburgh       | Estados Unidos   | Estádio Three Rivers               |
| 1 de outubro de 1994    | Ames             | Estados Unidos   | Estádio Cyclone Field              |
| 4 de outubro de 1994    | Edmonton         | Canadá           | Estádio Commonwealth               |
| 5 de outubro de 1994    | Edmonton         | Canadá           | Estádio Commonwealth               |
| 10 de outubro de 1994   | Nova Orleans     | Estados Unidos   | Louisiana Superdome                |
| 14 de outubro de 1994   | Las Vegas        | Estados Unidos   | MGM Grand Garden Arena             |
| 15 de outubro de 1994   | Las Vegas        | Estados Unidos   | MGM Grand Garden Arena             |
| 17 de outubro de 1994   | San Diego        | Estados Unidos   | Estádio Jack Murphy                |
| 19 de outubro de 1994   | Pasadena         | Estados Unidos   | Rose Bowl                          |
| 21 de outubro de 1994   | Pasadena         | Estados Unidos   | Rose Bowl                          |
| 23 de outubro de 1994   | Salt Lake City   | Estados Unidos   | Estádio Rice Eccles                |
| 26 de outubro de 1994   | Oakland          | Estados Unidos   | Oakland-Alameda County Coliseum    |
| 28 de outubro de 1994   | Oakland          | Estados Unidos   | Oakland-Alameda County Coliseum    |
| 29 de outubro de 1994   | Oakland          | Estados Unidos   | Oakland-Alameda County Coliseum    |
| 31 de outubro de 1994   | Oakland          | Estados Unidos   | Oakland-Alameda County Coliseum    |
| 3 de novembro de 1994   | El Paso          | Estados Unidos   | Estádio Sun Bowl                   |
| 5 de novembro de 1994   | San Antonio      | Estados Unidos   | Estádio Alamodome                  |
| 11 de novembro de 1994  | Little Rock      | Estados Unidos   | Estádio War Memorial               |
| 13 de novembro de 1994  | Houston          | Estados Unidos   | Astrodome                          |
| 15 de novembro de 1994  | Atlanta          | Estados Unidos   | Georgia Dome                       |
| 16 de novembro de 1994  | Atlanta          | Estados Unidos   | Georgia Dome                       |
| 18 de novembro de 1994  | Dallas           | Estados Unidos   | Cotton Bowl                        |
| 22 de novembro de 1994  | Tampa            | Estados Unidos   | Tampa Stadium                      |
| 25 de novembro de 1994  | Miami            | Estados Unidos   | Estádio Joe Robbie                 |
| 27 de novembro de 1994  | Gainesville      | Estados Unidos   | Estádio Municipal Ben Hill Griffin |
| 1 de dezembro de 1994   | Pontiac          | Estados Unidos   | Pontiac Silverdome                 |
| 3 de dezembro de 1994   | Toronto          | Canadá           | SkyDome                            |
| 5 de dezembro de 1994   | Montreal         | Canadá           | Estádio Olímpico de Montreal       |
| 6 de dezembro de 1994   | Montreal         | Canadá           | Estádio Olímpico de Montreal       |
| 8 de dezembro de 1994   | Syracuse         | Estados Unidos   | Carrier Dome                       |
| 11 de dezembro de 1994  | Minneapolis      | Estados Unidos   | Metrodome                          |
| 15 de dezembro de 1994  | Seattle          | Estados Unidos   | Kingdome                           |
| 17 de dezembro de 1994  | Vancouver        | Canadá           | Estádio BC Place                   |
| 18 de dezembro de 1994  | Vancouver        | Canadá           | Estádio BC Place                   |
| 14 de janeiro de 1995   | Cidade do México | México           | Autódramo Hermanos Rodriguez       |
| 16 de janeiro de 1995   | Cidade do México | México           | Autódramo Hermanos Rodriguez       |
| 18 de janeiro de 1995   | Cidade do México | México           | Autódramo Hermanos Rodriguez       |
| 20 de janeiro de 1995   | Cidade do México | México           | Autódramo Hermanos Rodriguez       |
| América do Sul          |                  |                  |                                    |
| 23 de janeiro de 1995   | São Paulo        | Brasil           | Estadio Pacaembú                   |
| 27 de janeiro de 1995   | São Paulo        | Brasil           | Estadio Pacaembú                   |
| 28 de janeiro de 1995   | São Paulo        | Brasil           | Estadio Pacaembú                   |
| 30 de janeiro de 1995   | São Paulo        | Brasil           | Estadio Pacaembú                   |
| 2 de fevereiro de 1995  | Rio de Janeiro   | Brasil           | Estádio do Maracanã                |
| 4 de fevereiro de 1995  | Rio de Janeiro   | Brasil           | Estádio do Maracanã                |
| 7 de fevereiro de 1995  | Rio de Janeiro   | Brasil           | Estádio do Maracanã                |
| 9 de fevereiro de 1995  | Buenos Aires     | Argentina        | Estádio Monumental de Núñez        |
| 11 de fevereiro de 1995 | Buenos Aires     | Argentina        | Estádio Monumental de Núñez        |
| 12 de fevereiro de 1995 | Buenos Aires     | Argentina        | Estádio Monumental de Núñez        |
| 14 de fevereiro de 1995 | Buenos Aires     | Argentina        | Estádio Monumental de Núñez        |
| 16 de fevereiro de 1995 | Buenos Aires     | Argentina        | Estádio Monumental de Núñez        |
| 19 de fevereiro de 1995 | Santiago         | Chile            | Estádio Nacional do Chile          |
| África                  |                  |                  |                                    |
| 24 de fevereiro de 1995 | Joanesburgo      | África do Sul    | Estádio Ellis Park                 |
| 25 de fevereiro de 1995 | Joanesburgo      | África do Sul    | Estádio Ellis Park                 |
| Ásia                    |                  |                  |                                    |
| 6 de março de 1995      | Tóquio           | Japão            | Tokyo Dome                         |
| 8 de março de 1995      | Tóquio           | Japão            | Tokyo Dome                         |
| 9 de março de 1995      | Tóquio           | Japão            | Tokyo Dome                         |
| 12 de março de 1995     | Tóquio           | Japão            | Tokyo Dome                         |
| 14 de março de 1995     | Tóquio           | Japão            | Tokyo Dome                         |
| 16 de março de 1995     | Tóquio           | Japão            | Tokyo Dome                         |
| 17 de março de 1995     | Tóquio           | Japão            | Tokyo Dome                         |
| 22 de março de 1995     | Fukuoka          | Japão            | Fukuoka Dome                       |
| 23 de março de 1995     | Fukuoka          | Japão            | Fukuoka Dome                       |
| Oceania                 |                  |                  |                                    |
| 27 de março de 1995     | Melbourne        | Austrália        | Melbourne Cricket Ground           |
| 28 de março de 1995     | Melbourne        | Austrália        | Melbourne Cricket Ground           |
| 1 de abril de 1995      | Sydney           | Austrália        | Sydney Cricket Ground              |
| 2 de abril de 1995      | Sydney           | Austrália        | Sydney Cricket Ground              |
| 5 de abril de 1995      | Adelaide         | Austrália        | Adelaide Football Park             |
| 8 de abril de 1995      | Perth            | Austrália        | Estádio Olímpico Perry Lakes       |
| 12 de abril de 1995     | Brisbane         | Austrália        | Estádio ANZ                        |
| 16 de abril de 1995     | Auckland         | Nova Zelândia    | Estádio Western Springs            |
| 17 de abril de 1995     | Auckland         | Nova Zelândia    | Estádio Western Springs            |
| Europa                  |                  |                  |                                    |
| 26 de maio de 1995      | Amsterdã         | Países Baixos    | Paradiso                           |
| 27 de maio de 1995      | Amsterdã         | Países Baixos    | Paradiso                           |
| 3 de junho de 1995      | Estocolmo        | Suécia           | Estádio Olímpico de Estocolmo      |
| 6 de junho de 1995      | Helsinque        | Finlândia        | Estádio Olímpico de Helsinque      |
| 9 de junho de 1995      | Oslo             | Noruega          | Estádio Vale Hovin                 |
| 11 de junho de 1995     | Copenhage        | Dinamarca        | Estádio Parken                     |
| 13 de junho de 1995     | Nijmegen         | Países Baixos    | Stadspark de Goffert               |
| 14 de junho de 1995     | Nijmegen         | Países Baixos    | Stadspark de Goffert               |
| 18 de junho de 1995     | Landgraaf        | Países Baixos    | Base Draf En Renbaan               |
| 20 de junho de 1995     | Cologne          | Alemanha         | Estádio Müngersdorfer              |
| 22 de junho de 1995     | Hanôver          | Alemanha         | Estádio de Niedersachsen           |
| 24 de junho de 1995     | Werchter         | Bélgica          | Rock Werchter Concert Grounds      |
| 25 de junho de 1995     | Werchter         | Bélgica          | Rock Werchter Concert Grounds      |
| 30 de junho de 1995     | Paris            | França           | Hipódromo de Longchamp             |
| 1 de julho de 1995      | Paris            | França           | Hipódromo de Longchamp             |
| 3 de julho de 1995      | Paris            | França           | L'Olympia                          |
| 9 de julho de 1995      | Sheffield        | Reino Unido      | Estádio Don Valley                 |
| 11 de julho de 1995     | Londres          | Reino Unido      | Estádio de Wembley                 |
| 15 de julho de 1995     | Londres          | Reino Unido      | Estádio de Wembley                 |
| 16 de julho de 1995     | Londres          | Reino Unido      | Estádio de Wembley                 |
| 19 de julho de 1995     | Londres          | Reino Unido      | Brixton Academy                    |
| 22 de julho de 1995     | Gijón            | Espanha          | Estadio Municipal El Molinón       |
| 24 de julho de 1995     | Lisboa           | Portugal         | Estádio José Alvalade              |
| 27 de julho de 1995     | Montpellier      | França           | Espace Grammont Hall               |
| 29 de julho de 1995     | Basileia         | Suíça            | St. Jakobfullstadion               |
| 30 de julho de 1995     | Basileia         | Suíça            | St. Jakobfullstadion               |
| 1 de agosto de 1995     | Zeltweg          | Áustria          | Zeltweg Airfield                   |
| 3 de agosto de 1995     | Munique          | Alemanha         | Estádio Olímpico de Munique        |
| 5 de agosto de 1995     | Praga            | República Tcheca | Estádio de Strahov                 |
| 8 de agosto de 1995     | Budapeste        | Hungria          | Estádio Puskás Ferenc              |
| 9 de agosto de 1995     | Varsovia         | Polónia          | Stadion Dziesięciolecia            |
| 10 de agosto de 1995    | Wroclaw          | Polónia          | Hala Stulecia                      |
| 12 de agosto de 1995    | Schüttorf        | Alemanha         | Parque Municipal de Schüttorf      |
| 15 de agosto de 1995    | Leipzig          | Alemanha         | Festwise Grounds                   |
| 17 de agosto de 1995    | Berlim           | Alemanha         | Estádio Olímpico de Berlim         |
| 19 de agosto de 1995    | Hockenheim       | Alemanha         | Hockenheimring                     |
| 22 de agosto de 1995    | Mannheim         | Alemanha         | Maimarktgelände                    |
| 25 de agosto de 1995    | Wolfsburg        | Alemanha         | Werksgelände Parkplatz             |
| 27 de agosto de 1995    | Luxemburgo       | Luxemburgo       | Kirchberg Grounds                  |
| 29 de agosto de 1995    | Roterdã          | Países Baixos    | Estádio Feijenoord                 |
| 30 de agosto de 1995    | Roterdã          | Países Baixos    | Estádio Feijenoord                 |